# Hyphoporus nilghiricus
Hyphoporus nilghiricus är en skalbaggsart som beskrevs av Régimbart 1903. Hyphoporus nilghiricus ingår i släktet Hyphoporus och familjen dykare. Inga underarter finns listade i Catalogue of Life.